# 도묘필기 (웹 시리즈)
《도묘필기》(盗墓笔记)는 인터넷 소설 도묘필기에 기반을 둔 2015년 중국의 웹 시리즈이다. 이 시리즈는 8년에 걸쳐 8개의 시즌으로 촬영될 예정이다. 1번째 시즌은 2015년 6월 12일 아이치이를 통해 초연되었다.

## 출연
- 이역봉
- 양양
- 당언